# ULA

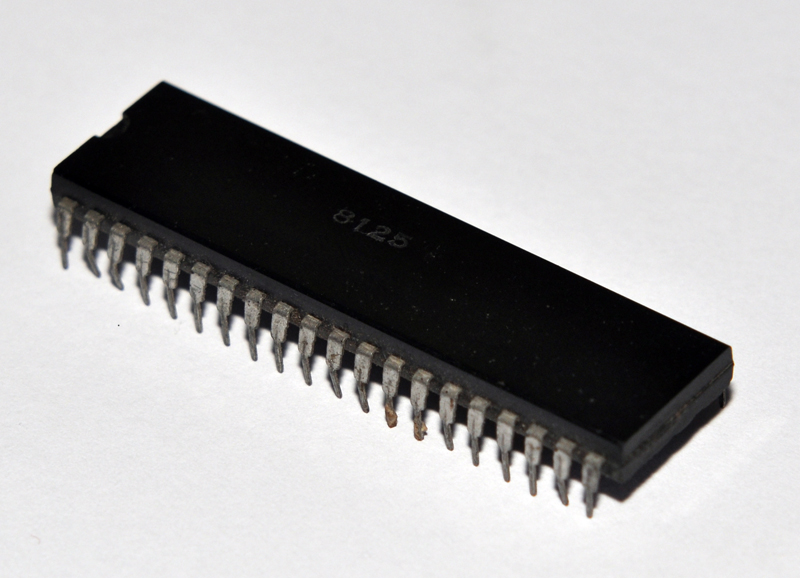
Układ ULA mikrokomputera ZX-81

ULA (ang. Uncommitted Logic Array) – niezdefiniowana tablica bramek logicznych; jest podejściem do projektowania i wytwarzania układów scalonych w technologii ASIC, z wykorzystaniem prefabrykowanych chipów opartych na bramkach NAND, które są następnie łączone zgodnie z indywidualnym zamówieniem klienta poprzez dodanie warstw metalu w warunkach fabrycznych.
Układy tego typu są produkowane w dwóch zasadniczych etapach. W etapie pierwszym produkuje się niezależne od odbiorcy wafle krzemowe zawierające bramki logiczne, natomiast w drugim etapie następuje naniesienie na powierzchnie krzemowe (wafle) warstwy ścieżek przewodzących, tworząc układ według zamówienia odbiorcy, i umieszczanie poszczególnych układów w obudowach.
W nowoczesnej technologii półprzewodnikowej, koszty przygotowania produkcji są stosunkowo wysokie, sama produkcja jest już znacznie tańsza. Technologia ULA umożliwia wykonywanie wielu rodzajów układów scalonych z użyciem tych samych masek i układów kontrolnych. Tablice bramkowe są przeznaczone dla produkcji małoseryjnej i mogą zawierać nawet kilka milionów elementów logicznych.
Rozwinięciem tej technologii są układy FPGA (ang. Field Programmable Gate Array), w których schemat połączeń bramek logicznych może być programowany elektrycznie u odbiorcy.
Układy typu ULA były stosowane między innymi w komputerach ZX-81 i ZX Spectrum.